# Rebeldes del swing
Rebeldes del swing (Swing Kids en la versión original) es una película estadounidense dirigida en 1993 por Thomas Carter y protagonizada por Robert Sean Leonard y Christian Bale.

## Sinopsis
Ambientada en la Alemania nazi de 1939, justo antes del inicio de la Segunda Guerra Mundial, narra el choque entre el régimen totalitario de Hitler y los llamados «chicos Swing», un movimiento cultural y estético de jóvenes alemanes amantes de la música swing americana surgido durante los años 30.
Peter Müller (Robert Sean Leonard), vive junto a su madre (Barbara Hershey), su hermano Willi (David Tom) y su abuela. Peter,  hijo de un profesor universitario que murió tras pasar cuatro meses en un campo de concentración por defender a sus compañeros judíos, es uno de estos «chicos Swing», junto con sus amigos, Thomas (Christian Bale), Arvid (Frank Whaley) y Otto (Jayce Bartok). Su odio al sistema hace que termine teniendo problemas con las autoridades cuando decide, junto a Thomas, robar una radio para regalársela a Arvid y así él pueda escuchar música swing. Obligado a ingresar en las Juventudes Hitlerianas Thomas también decide alistarse para que no esté solo. Un día, mientras Arvid volvía de comprar un disco, miembros de las Juventudes Hitlerianas, uno de los cuales es un antiguo amigo de la pandilla llamado Emil (Noah Wyle), le pegan una paliza. Al enterarse, Thomas decide vengarse de Emil sin demasiado éxito. Thomas, finalmente, acaba contagiándose del espíritu de Emil, convirtiéndose finalmente en un nazi, y una noche, acaba discutiendo con Arvid y con Peter. Esa noche, Arvid se suicida, prefiriendo morir a vivir bajo el régimen nazi. Una tarde, al llegar a casa, Peter encuentra allí a Thomas y acaban teniendo otra discusión. Otra noche, Peter vuelve a un café donde se baila música swing, y los nazis irrumpen en el local. Thomas encuentra a Peter y comienzan una pelea que termina cuando Thomas le dice que se vaya, ya que si le encuentran le meterán en un campo de trabajo. Finalmente acaban deteniendo a Peter y le suben en un camión. Antes de que el camión arranque, Thomas hace el saludo de los chicos swing a Peter, comprendiendo que en el fondo no es un nazi. Finalmente Peter es conducido al campo de concentración y, mientras su hermano Willi corre tras el camión, encuentra un paraguas y hace también el saludo de los chicos swing (swing heil).[cita requerida]

## Premios
El coreógrafo Otis Sallid obtuvo un American Choreography Award por su trabajo en la película.